# Procedura di infrazione
La procedura di infrazione (chiamata anche ricorso per inadempimento, nella fase contenziosa della procedura) è un procedimento a carattere giurisdizionale eventuale, disciplinato dagli articoli 258 e 259 TFUE, volto a sanzionare gli Stati membri dell'Unione europea responsabili della violazione degli obblighi derivanti dal diritto comunitario.

## Oggetto
Oggetto di tale procedura è la violazione da parte di uno Stato membro di un obbligo derivante dal diritto dell'Unione europea, intendendosi per Stato membro lo Stato-organizzazione, comprensivo quindi di ogni sua articolazione anche non facente parte dell'esecutivo.
La violazione può essere relativa a qualsiasi obbligo e può consistere tanto nel mancato adempimento, quanto in una disposizione o in una prassi amministrativa nazionali che risultino incompatibili. Essa inoltre, per essere perseguibile, deve essere obiettivamente manifesta. Un caso tipico di violazione consiste, ad esempio, nel mancato recepimento di una direttiva entro il termine previsto. Non rientrano invece tra le violazioni che danno luogo alla procedura in questione le infrazioni agli obblighi derivanti dal Patto di stabilità e crescita, in quanto oggetto della più specifica procedura per deficit eccessivo, né quelle relative alla Convenzione europea per la salvaguardia dei diritti dell'uomo e delle libertà fondamentali, che trovano rimedio nel diverso ambito istituzionale del Consiglio d'Europa e della Corte europea dei diritti dell'uomo.
La procedura è attivabile per qualsiasi comportamento di uno Stato membro contrario al diritto dell'Unione, sia esso attivo od omissivo, laddove posto in essere da qualsiasi ente nazionale (Stato, regioni, comuni, enti pubblici, Corti di giustizia) indipendentemente da una colpa, ma solo alla luce della oggettiva violazione. Inoltre non è esperibile laddove uno Stato abbia posto in essere un comportamento comunque compatibile con un'altra norma di diritto comunitario, eventualmente contraria a una norma avente efficacia diretta prevista nei trattati.

## Procedimento

### Fase pre-contenziosa (fase informale)
La fase pre-contenziosa è di competenza della Commissione europea, che può avviarla d'ufficio (art. 258 TFUE), oppure su richiesta di qualsiasi altro Stato membro (art. 259 TFUE); non è escluso, tuttavia, che l'impulso possa provenire da un'interrogazione parlamentare presentata al Parlamento europeo da un deputato, ovvero da una denuncia di privati cittadini.
In via preliminare, quindi, la Commissione, ove rilevi l'effettiva violazione di una norma di diritto dell'Unione europea, concede allo Stato membro sottoposto alla procedura un termine di due mesi per presentare le proprie osservazioni circa gli addebiti mossi, tramite l'invio di una lettera di messa in mora (o lettera di contestazione). Laddove lo Stato interessato non risponda entro i termini, oppure non fornisca chiarimenti soddisfacenti, la Commissione emette un parere motivato con cui opera una formale diffida ad adempiere nei confronti dello Stato sottoposto alla procedura.

### Fase giurisdizionale o contenziosa (fase formale)
Qualora lo Stato in causa non si conformi al parere nel termine fissato dalla Commissione, questa, ovvero lo Stato membro che abbia eventualmente avviato la procedura, sono legittimati a proporre ricorso per inadempimento alla Corte di giustizia dell'Unione europea.
Se la Corte decide riconoscendo la violazione del diritto comunitario da parte dello Stato ritenuto inadempiente, quest'ultimo ha l'obbligo di porre immediatamente rimedio alla violazione accertata. Se poi la Commissione ritiene che lo Stato membro non abbia preso i provvedimenti che l'esecuzione della sentenza emessa dalla Corte comporta, allora può dar corso ad un'ulteriore procedura di infrazione e ad un nuovo giudizio innanzi alla stessa Corte per l'esecuzione della sentenza, chiedendo il pagamento di una somma forfettaria o di una penalità. In questo caso, con le modifiche apportate ai trattati dal trattato di Lisbona, non è necessario un secondo parere motivato.

### Sanzioni
Le sanzioni pecuniarie per l'esecuzione delle sentenze rese al termine di una procedura di infrazione sono state fissate dalla Commissione con la Comunicazione SEC 2005 n. 1658. La sanzione minima per l'Italia è stata determinata in 9.920.000 euro, mentre la penalità di mora può oscillare tra 22.000 e 700.000 euro per ogni giorno di ritardo nel pagamento, a seconda della gravità dell'infrazione a monte.